# José Francisco Ulloa Rojas

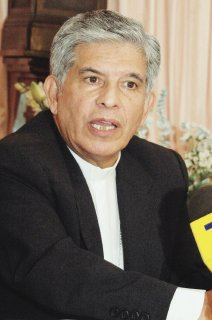
José Francisco Ulloa Rojas

José Francisco Ulloa Rojas  (Cipreses de Oreamuno, 1º de outubro de 1940) é um bispo católico costarriquenho, atual bispo de Cartago, na Costa Rica .
Sua ordenação presbiteral foi  
no dia 19 de dezembro de 1964.
Sua ordenação episcopal foi  dia 
22 de fevereiro de 1995, pelas mãos de 
Dom Giacinto Berloco, Dom Román Arrieta Villalobos e de Dom Alfonso Coto Monge.
Em 2007 participou, na qualidade de presidente da Conferência Episcopal da Costa Rica, da Conferência de Aparecida.